# NRG-Стедіум
«NRG-Стедіум» (англ. NRG Stadium) — багатофункціональний стадіон, розташований у місті Х'юстон, штат Техас у США. «ЕнЕрДжі Стедіум» вміщує 71,054 глядачів. Загальна площа 180 тис. квадратних метрів (площа поля — 9000 квадратних метрів).
«NRG-Стедіум» має два різних покриття: поле з натуральною травою використовується для футбольних матчів професійних команд, поле зі штучним покриттям — приймає матчі, переважно, університетських та шкільних команд. 
Стадіон приймає домашні матчі команди НФЛ «Х'юстон Тексанс».